# Orlen Oil
Orlen Oil (dawniej Petro-Oil) – spółka z ograniczoną odpowiedzialnością powstała w 1998 roku jako wspólne przedsięwzięcie polskich producentów środków smarnych: Petrochemii Płock, Rafinerii Trzebinia, Rafinerii Czechowice i Rafinerii Jedlicze. W 2003 roku wprowadziła do sprzedaży oleje marki Platinum.
Posiada własną sieć dystrybucji, a jej głównymi kanałami dystrybucji są warsztaty nieautoryzowane, bazy transportowe, stacje paliw wraz ze sklepami motoryzacyjnymi oraz przemysł. Orlen Oil szczególnie duże wzrosty sprzedaży odnotowuje w sektorze środków smarowych dla przemysłu. Podstawowymi i ugruntowanymi rynkami sprzedaży zagranicznej Orlen Oil są państwa Unii Europejskiej: Czechy, Słowacja, Węgry, Litwa, Łotwa, Austria, Niemcy, Holandia, Chorwacja oraz inne kraje europejskie: Białoruś, Ukraina, Serbia i Czarnogóra.
Spółka Orlen Oil została wyróżniona tytułem „Wybitny Eksporter roku 2008” i Pucharem Stowarzyszenia Eksporterów Polskich. Posiada również Certyfikat Zarządzania Jakością oparty na normie PN-EN ISO 9001, a także certyfikat spełniania wymagań AQAP 2110 w zakresie produkcji i sprzedaży artykułów chemicznych, środków smarowych i baz olejowych.
W 2023 roku spółka została połączona z Lotos Oil i zmieniła siedzibę.

## Lista prezesów zarządu Orlen Oil
- 1998–2001: Jan Ginalski
- 2001–2005: Marian Łyko
- 2005–2009: Milan Kuncíŕ
- 2009–2012: Marian Ćwiertniak[4]
- 2012–2013: Renata Szostak[4]
- 2013–2014: Krzysztof Pietrzyk[5]
- 2014–2016: Marcin Gralewski[6]
- 2016-2017: Leszek Stokłosa[potrzebny przypis]
- 2017-2023: Janusz Fudała[potrzebny przypis]
- 2023: p.o. Marcin Strojny[potrzebny przypis]
- od 3 lipca 2023[potrzebny przypis]: Przemysław Palonka
- od 15 maja 2024 : Arkadiusz Trela